# Sarut Nasri
Sarut Nasri (thailändisch ศรุต ณะศรี, * 8. Juni 1995 in Khon Kaen), auch als Om bekannt, ist ein thailändischer Fußballspieler.

## Karriere
Sarut Nasri spielte 2014 in Bangkok beim Bangkok FC in der zweiten Liga, der damaligen Thai Premier League Division 1. 2015 spielte er die Hinserie bei Chainat Hornbill FC. Der Verein aus Chainat spielte in der ersten Liga, der damaligen Thai Premier League. Nach der Hinserie wechselte er zum Zweitligisten Samut Songkhram FC nach Samut Songkhram. Nach einem Jahr verließ er den Club und schloss sich in Udon Thani den Drittligisten Udon Thani FC an. Am Ende der Saison wurde Udon Thani Meister und stieg in die zweite Liga auf. Nach dem Aufstieg verließ er Udon Thani und ging Anfang 2017 nach Suphanburi. In Suphanburi unterschrieb er einen Vertrag beim Erstligisten Suphanburi FC. Hier wurde er in der zweiten Mannschaft eingesetzt, die in der vierten Liga, der Thai League 4 in der Region West, spielte. Nachdem die zweite Mannschaft für 2018 durch den Verband gesperrt wurde, wechselte er 2018 zum Erstligisten Navy FC nach Sattahip. Nach einem halben Jahr wurde der Vertrag aufgelöst. Von Mitte 2018 bis Ende 2018 war er vertrags- und vereinslos. Anfang 2019 nahm ihn der Zweitligist Ubon United aus Ubon Ratchathani für sechs Monate unter Vertrag. Nach der Hinserie wechselte er zum Erstligisten Chonburi FC nach Chonburi. Zur Rückrunde 2021/22 wurde er an den Ligakonkurrenten PT Prachuap FC ausgeliehen. Für den Verein aus  Prachuap stand er dreimal in der ersten Liga auf dem Spielfeld. Nach der Ausleihe wurde er im Juni 2022 fest von Prachuap unter Vertrag genommen. Im Juli 2023 unterschrieb er einen Vertrag beim ebenfalls in der ersten Liga spielenden Police Tero FC. Am Ende der Saison 2023/24 belegte er mit Police Tero den 15. Tabellenplatz und musste somit in die zweite Liga absteigen. Nach dem Abstieg verließ er den Klub und schloss sich dem Zweitligisten Pattaya United FC aus dem Seebad Pattaya an. Für Pattaya stand er viermal zwischen den Pfosten. Im Januar 2025 wechselte er zum ebenfalls in der zweiten Liga spielenden Chanthaburi FC. Für den Verein aus Chanthaburi bestritt er fünf Ligaspiele. Im Sommer 2025 wurde sein Vertrag nicht verlängert. Im Juni 2025 nahm ihn der Erstligaaufsteiger Kanchanaburi Power FC unter Vertrag.

## Erfolge
Udon Thani FC
- Regional League Division 2 – North/East: 2016  ▲